# Rawa Majid
Rawa Majid (født 12. juli 1986), også kendt som Den Kurdiske Ræv, er en svensk forbryder, der voksede op i Uppsala, men siden 2018 har været bosat i Tyrkiet. Han er mistænkt for at være den primære leder af den svenske kriminelle organisation Foxtrot, som er forbundet med talrige skyderier og narkotikarelaterede forbrydelser i Sverige, især i Stockholm- og Uppsala-regionerne. Ofrene har været børn, slægtninge til rivaliserende kriminelle og tidligere venner af Majid såvel som utilsigtede ofre. Majid er både i konflikt med flere andre kriminelle bander og tidligere Foxtrot-medlemmer. Han har været internationalt eftersøgt for alvorlige narkotikaforbrydelser og forberedelse til mord siden august 2020 og er en af Sveriges mest eftersøgte kriminelle. Han blev tilbageholdt af politiet i Iran nær den iranske grænse den 6. oktober 2023.

## Biografi
Majids forældre er fra den irakiske del af Kurdistan, men han blev født i Iran, da de flygtede fra Irak på vej til Sverige under Iran-Irak-krigen. Familien slog sig ned i Uppsala i Sverige, da han var en måned gammel.

### Flytning til Tyrkiet
Efter at Rawa Majid havde afsonet en lang fængselsdom, blev hans fætter myrdet. På grund af den stigende trussel, Majid dengang oplevede, fik han lov af de svenske myndigheder til at forlade Sverige i sommeren 2018, på trods af at han var under overvågning og prøveløsladt, og han har siden opholdt sig i Tyrkiet. Han formåede at købe tyrkisk statsborgerskab igennem et immigrantinvestorprogram, på trods af at han var efterlyst af Interpol. Sverige har anmodet om at få udleveret Rawa Majid fra Tyrkiet, men Tyrkiet nægter at udlevere borgere, medmindre de begår kriminalitet i Tyrkiet eller har dobbelt statsborgerskab.
Svensk politi delte efterretninger med tyrkisk politi om en operation for at fange Majid, men efterretningerne blev ifølge svensk politi lækket til medlemmer af det kriminelle Foxtrotnetværk i 2022, og dermed blev operationen umuliggjort. I september 2023 truede Sveriges vicestatsminister med at suspendere Sveriges økonomiske bistand til Tyrkiet, hvis Majid ikke blev udleveret, men trak senere erklæringen tilbage. I september 2023 mentes Rawa Majid at gøre et forsøg på at forlade Tyrkiet med et forfalsket italiensk pas. En retslig proces mod Majid begyndte i Tyrkiet, hvor de tyrkiske myndigheder begyndte at undersøge, om han havde brugt falske dokumenter. Ifølge ubekræftede kilder blev Majid anholdt af politiet i Iran nær ved den iranske grænse den 6. oktober 2023.

## Kriminalitet begået af Majid og Foxtrotnetværket
Majid er tidligere blevet idømt otte års fængsel for grove narkotikaforbrydelser og overfald ved to separate lejligheder. I strafferegistret optræder han første gang som 19-årig, og han er blandt andet dømt for indbrud og cigaretsmugling.
Rawa Majid var tidligere i konflikt med den rivaliserende kriminelle gruppe Vårbynetværket. Den 9. september 2020 blev en 25-årig mand skudt og dræbt i byen Uppsala i, hvad der menes at have været et banderelateret angreb. Offeret menes at være medlem af Vårby-netværket, og skyderiet menes at være blevet udført af medlemmer af Foxtrotnetværket.
Bandidos er et andet kriminelt netværk, som Majid er i konflikt med. En 33-årig mand blev skudt og dræbt den 4. marts 2022 lige uden for Bandidos lokaler. Han var sandsynligvis blevet forvekslet med et Bandidos-medlem. Flere medlemmer af Foxtrotnetværket er blevet sigtet for drabet og Majid menes at have planlagt mordet, men er ikke gået for retten fordi han er på flugt i Tyrkiet. Stemmeoptagelser viser, at Rawa Majid og en 18-årig mand to uger senere planlagde at udføre endnu et mord mod lederen af Bandidos, men planen blev afbrudt, da de blev opdaget af politiet. Det menes desuden at Majid den 6. september 2023 har givet en 17-årig til opgave at sprænge Bandidos lokaler i luften.
Majid har også været i en eskalerende konflikt med Dalennetværket siden december 2022, og med dens leder Mikael Tenezos, også kaldet Grækeren, som er bosat uden for Sverige. Det startede, da en 21-årig skiftede fra Dalennetværket til Foxtrotnetværket og hyrede teenagere til voldeligt at målrette sine tidligere allierede fra Dalennetværket og deres pårørende for at overtage det lokale stofmarked i byen Sundsvall fra dem. Dette forårsagede en cyklus af hævn mellem Foxtrot og Dalennetværket, også i Stockholm. Majid og Foxtrot har desuden hyret allierede fra Bronetværket og Zeronetværket til at begå voldsforbrydelser mod Dalennetværket.
En intern konflikt inden for Foxtrotnetværket er opstået mellem Rawa Majid og en gruppe mænd med Majids tidligere højre hånd Ismail Abdo i spidsen. Ismail Abdo er også bosat i Tyrkiet. Dette har ført til en voldsspiral i Sverige og Tyrkiet. Således menes Rawa Majid at være i en trefrontskrig siden begyndelsen af 2023. Den 2. september 2023 blev Abdos mor, en kvinde i 60'erne, skudt og dræbt i Gränby-området i Uppsala, sandsynligvis som en hævn for et skyderi mod Majid og hans allierede i Tyrkiet. To teenagedrenge er blevet tilbageholdt og mistænkt for at have udført mordet. Den 13. september 2023 var Rawa Majids svigermor målet for et skyderi i Uppsala, men hun overlevede.